# Каранович, Срджан
Срджан Кара́нович (серб. Срђан Карановић; родился 17 ноября 1945, Белград) — сербский кинорежиссёр и сценарист.
Его фильм «Нешто између» (рус. Что-то между) был показан в программе «Особый взгляд» на Каннском кинофестивале в 1983 году. Другой его фильм «За сада без доброг наслова» (рус. Пока без хорошего названия) выиграл премию «Золотой Тюльпан» на Стамбульском международном кинофестивале в 1989 году. В настоящее время он — профессор ФДУ (aакультета драматического искусства) в Белграде.

## Фильмография
- 1968 — Вопрос сердца / Ствар срца
- 1969 — Г-жа Кук / Paní vrátná
- 1971 — Фармацевтка / Апотекарица
- 1972 — Социальные игры / Друштвена игра
- 1972 — Дом / Дом
- 1974 — Смотрите на меня неверный / Погледај ме невернице
- 1976 — Горлом в клубники / Грлом у јагоде
- 1977 — Запах полевых цветов / Мирис пољског цвећа
- 1980 — Венок Петрии / Петријин венац
- 1983 — Что-то между / Нешто између
- 1985 — Клубника в горле / Јагоде у грлу
- 1988 — Пока без хорошего названия / За сада без доброг наслова
- 1991 — Вирджина / Вирџина
- 2003 — Сияние в глазах / Сјај у очима
- 2009 — Бэса / Беса